# Oxymycterus hispidus
Oxymycterus hispidus is een zoogdier uit de familie van de Cricetidae. De wetenschappelijke naam van de soort werd voor het eerst geldig gepubliceerd door Pictet in 1843.

## Voorkomen
De soort komt voor in het zuidoosten van Brazilië.